# Huai He
Il fiume Huai (淮河S, Huái HéP) si trova fra il fiume Chang Jiang (conosciuto anche come Fiume Azzurro o Yangtze) ed il Fiume Giallo, attraversando la Cina da ovest ad est.
Ciononostante, non tutto il suo percorso è esattamente verso il mare e ciò lo rende più soggetto a causare alluvioni. Con il Chang Jiang è considerato il fiume che divide la Cina da Nord a Sud: il suo passaggio delimita zone a dialetti, colture e climi differenti.
Il suo bacino è di 174.000 km² ed è lungo 1.100 km.
Anticamente, il Huai scorreva in direzione al mare in tutto il suo percorso, ma, nel 1191, il Fiume Giallo cambiò la direzione del suo corso e si diresse più a sud, interrompendone la traiettoria. Nei 700 anni successivi il Fiume Giallo cambiò ancora diverse volte il suo percorso e l'impatto dei sedimenti lasciati durante queste variazioni fu così forte che, quando si ebbe l'ultima modifica nel 1897, il Huai He già aveva un percorso molto differente al suo naturale. Adesso invece, è racchiuso vicino al lago Hongze e continua il suo cammino verso il sud, in direzione del Chang Jiang. Per questo il suo percorso inusuale lo rende molto propenso ad inondazioni.